# ساتاسپ
ساتاسپ خواهر زاده داریوش بزرگ دریانورد و کاشف ایرانی معاصر با داریوش بزرگ و خشایارشاه (اواخر سده ی چهارم و اوایل سده پنجم) که یکی از اولین کاشفان مناطق مرکزی افریقا است که مدار بدون باد یا عرض‌های اسبی را برای اولین بار کشف کرد.

## زندگی
در مورد وی اطلاعات اندکی وجود دارد و اندک اطلاعات نیز از نوشته‌های مورخان یونانی مخصوصاً هرودوت است.
طبق نوشته‌های هرودوت ساتاسپ در زمان خشایارشاه محکوم به مرگ می‌شود ولی پس از اصرار مادر ساتاسپ حکم وی تغییر می‌کند. و مقرر می‌شود جهت تنبیه او وی دور آفریقا بگردد و به خلیج عربستان (دریای سرخ) بازگردد .
پسر عمه خشایارشا به نام ساتاسپِس به دختر زوپیر دست‌درازی کرد و از سوی پادشاه به مرگ محکوم شد. ولی خشایارشا بر آن شد که به‌جای کشتنش، وی را به سفری اکتشافی بفرستد. پس شرط زنده ماندن او را دورزدن قاره آفریقا نهاد. وی پس از ماه‌ها دریانوردی چون دریافت که سفرش بسیار به درازا خواهد کشید به مصر بازگشت و سپس نزد خشایارشا رفت. ساتاسپس به شاه گزارش سفرش را داد و در نهایت افزود که به جایی رسیده بود که کشتی به‌گل‌نشسته و جلوتر رفتن شدنی نبوده است. ولی خشایارشا این بهانه را از او نپذیرفت و دستور کشتنش را داد.

## مسیر سفر و دریانوردی ساتاسپ
اطلاعات دربارهٔ شرح سفرها مسیر دریانوردی وی وابسته به شرح
هِرودوت مسیر در دریانوردی ساتاسپ را در کتاب خود چنین بیان کرده‌است:
" و او را مامورسازند تا دور آفریقا بگردد و به خلیج عربستان (دریای سرخ) بازگردد. خشایارشا این را پذیرفت و ساتاسپ به مصر رفت، از مصریان کشتی و جاشو گرفت و بادبان‌ها را برافراشت و از ستون‌های هرکول (جبل الطارق) گذشت. چون این ستون‌ها را پشت سر گذاشت و دماغه آفریقایی سولئیس را پشت سر گذاشت و دماغه آفریقایی سولئیس (راس الحدیق، عرض جغرافیایی ۳۲ درجه و ۴۰ دقیقه شمالی) را دور زد. به سوی جنوب به راه افتاد. ولی پس از آن که چند ماهی بر دریا پیش رفت و هنوز راه درازی در پیش رو داشت، بازگشت و به سوی مصر رهسپار شد. پس از آن به نزد خشایارشا رفت و سرگذشت خود را نقل کرد و گفت که در آن هنگام که دورترین فاصله بوده است، مردمی کوتاه قد را دیده که با برگ خرما پوشاک خود را می‌ساختند و هرگاه که وی و مردانش به ساحل نزدیک می‌شدند آن مردم از شهر خود به کوه می‌گریختند. وی و مردانش چون به خشکی پیاده می‌شدند، آنچنان که رسم ایرانیان است، هیچ بی عدالتی و نادرستی نکردند. علت این که مسافرت به دور آفریقا را به پایان نرساند، بنا به گفته خود وی آن بوده است که به جایی رسیده بودند که دیگر کشتی رو به جلو نمی رفته و بر جای خود متوقف مانده بوده است. "
از نوشته‌های هرودوت استنتاج می‌شود که ساتاسپ اولین دریانوردی بوده‌است که به منطقهٔ مدار بدون باد یا عرض جغرافیایی اسب که در آنجا باد نمی‌وزید می‌رسد. واین منطقه از قبل توسط دریانوردان یونانی کشف نشده بوده‌است زیرا اگر چنین بود هرودوت و سایر مورخان یونانی به آن اشاره می‌نمودند.

## نام
نام ساتاسپ برگرفته از دوقسمت سات و آسپ است. که آسپ همان اسب امروزی در پارسی باستان است و سات در پارسی باستان مترادف با صد و سا (پسوند شباهت که در اسامی مانند پریسا (مانند پری) و مهسا (مانند ماه) و.. وجود دارد) در فارسی امروز است، در نتیجه معنی ساتاسپ صد اسب یا صاحب صد اسب یا مانند اسب می‌تواند باشد که معنی مانند اسب مورد قبول تر است و از انجا که اسب در میان آریاییان ارزش فراوانی داشته اسم‌هایی مانند ساتاسپ، گشتاسپ، ویشتاسپ، گرشاسپ و... در میان آنان معمول بوده‌است.